# پارک ملی خانگای نورو
پارک ملی خانگای نورو (به لاتین: Khangai Nuruu National Park) یک پارک ملی در مغولستان است.